# Felipe Munhoz
Felipe Munhoz (Guarapuava, 29 de março de 1994) é um atleta e empresário brasileiro. Formado em Educação Física Bacharelado, Munhoz é conhecido por suas conquistas no kickboxing e muaythai, modalidades nas quais é hexacampeão brasileiro, campeão sul-americano e panamericano.